# ディスカバーカード

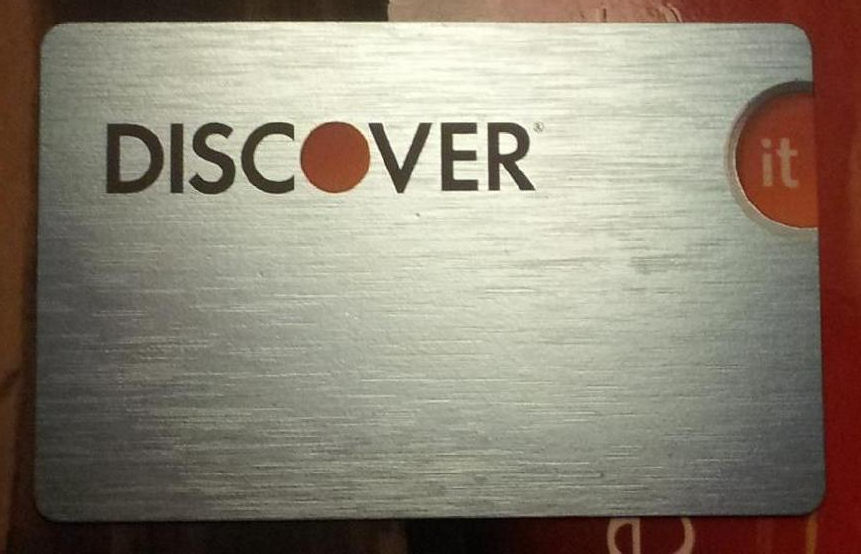
ディスカバーカード

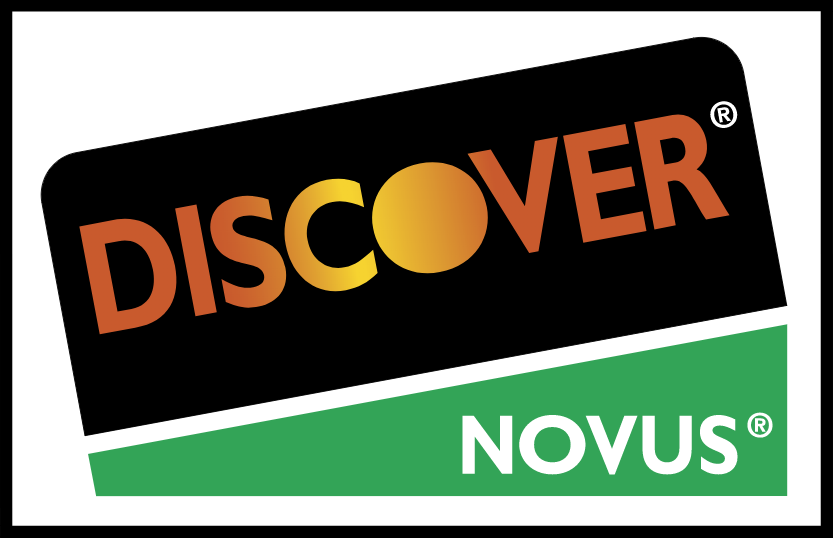
既に新規利用されていないディスカバーカードとNovusが利用可能であることを示すマーク

ディスカバーカード（英語: Discover Card）とは、アメリカ合衆国（米国）のディスカバー・フィナンシャル・サービシズが展開するクレジットカードである。米国本土を中心とした約5千万人の会員を持つ。加盟店は北アメリカを中心に中央アメリカ・東南アジア・大洋州等に広がり、さらにJCB、銀聯とそれぞれ相互に加盟店を開放している。

## 概説
1985年に、百貨店運営企業のシアーズ（Sears）によって設立され、後にモルガン・スタンレーに売却された。2007年以降の運営会社は独立企業となっている。
ディスカバーカードのブランドで発行されている殆どは、ディスカバー・バンク（Discover Bank）から発行されている。
日本では、JCB加盟店がDiscover加盟店を兼ねている場合が多いが、日本では Discover Card を発行している会社が無い。
ディスカバーカードは5千万人を超すカード保有者と4百万以上の利用できる店舗（加盟店）を保有する。また全米4千以上の金融機関のATMも利用することができる。
VISAやMasterCardのような、メジャーな国際ブランドと提携しない独立系のカードであった為、当初米国以外ではカナダ内においてシアーズ他のアメリカ発の小売業者の一部で利用できる程度であった。
21世紀になる前後から、メキシコ、コスタ・リカ、ミクロネシア、マーシャル諸島等で加盟店開拓をしている。2005年5月に、中華人民共和国の中国銀聯（China UnionPay）と相互に加盟店を開放することで合意し、中国での利用可能店が広がると共に、UnionPayの加盟店があるシンガポール、タイ、韓国でも利用可能となった。
更に、2006年8月にはJCBとも加盟店の相互開放で合意、日本及び台湾、グアムでも2008年以降利用可能となり、またJCBとCitibank,N.A.が2011年8月に加盟店業務に関するライセンス契約を締結した事で、香港、ベトナム、フィリピン、マレーシア、インドネシア（以上、UnionPayとの重複分を除く）での利用も可能になる等、アジア・大洋州における利用範囲を大きく拡大している。
またJCBとの提携で、スペイン、ブルガリア、ベネルクス、エジプトでの利用が可能となっている。

## 沿革
1985年、当時米国最大の小売業者であったシアーズ（Sears）が顧客サービスの一環としてファイナンシャルサービスを提供することを目的に「ディスカバーカード」を設立。年会費無料であることと、ライバルであるVISAやMasterCardに比べ高いショッピング利用限度額設定のため、瞬く間に顧客を獲得していった。また、カード保有者は購入金額の1%がキャッシュバックされた。
その後、カテゴリー・キラーと呼ばれたウォルマートやトイザらスとの競争にさらされたシアーズは本業回帰のため、1993年に「ディスカバー･カード」を発行しているファイナンス・ビジネス会社をディーン・ウィッター（Dean Witter Financial Services、後にモルガン・スタンレーに吸収）に売却した。
- 2004年10月、VISAとMasterCardがカルテルを組み、加盟する銀行に対してディスカバーやAMEX等他ブランドのカードを発行しないよう圧力を掛けていたとして、アメリカ合衆国司法省が反トラスト法（独占禁止法）違反として両社を相手取り起こしていた訴訟に対し、連邦最高裁判所は契約規定の撤廃を命じる判決を下した。
- 2005年、銀行間ネットワーク協会の「Pulse」に加入しデビットカードとATMカードの発行を開始。ウォルマートとサムズ・クラブのカードシステム業務を請け負っているGEコンシューマー・ファイナンスはディスカバーのネットワークを利用。
- Metris Companiesはディスカバーのネットワークを利用するクレジットカードの発行を始めると2005年に発表。その他にも、既にVISA、MasterCardを発行している金融会社数社がディスカバーカードを発行することを発表。
- モルガン・スタンレーは長い間、ディスカバーカード事業の売却を考えていたが、上記の新契約で再評価し、2005年には売却しないことを発表。
- 2006年8月、日本のJCBと加盟店・ATMネットワークの相互開放を中心とした業務提携に合意。カード会員のアジアにおける利便性の向上・JCB会員の米国内の利用における手数料収入などを視野にいれている[1]。
- 2008年4月、ディスカバー・フィナンシャル・サービシスはシティグループ傘下のダイナースクラブ・インターナショナルを買収した[2]。

## 脚註
1. ↑  JCB (2006年8月23日). “ニュースリリース　JCB、米国大手カード会社ディスカバーと提携、日米両国での加盟店ネットワーク相互開放へ”. 2011年2月23日閲覧。
2. ↑  MarketWatch (2008年4月7日). “Discover to buy Diners Club for $165 million”. 2011年2月23日閲覧。